# Солонцовский (Волгоградская область)
Солонцо́вский — хутор в Алексеевском районе Волгоградской области России. Административный центр Солонцовского сельского поселения.
Хутор расположен в 20 км юго-восточнее станицы Алексеевской (по дороге — 23 км).
Дорога грунтовая. Есть средняя образовательная школа, медпункт, магазин,почтовое отделение.
Вокруг хутора зелёная зона, хорошие места для охоты, рыбалки, сбора грибов.